# 28 Days Later
28 Days Later és una pel·lícula dirigida per Danny Boyle, estrenada al Regne Unit l'1 de novembre de 2002 i als Estats Units el 27 de juny de 2003. És protagonitzada per Cillian Murphy, Naomie Harris, Brendan Gleeson, Megan Burns i Christopher Eccleston, i ha donat lloc a una seqüela (28 Weeks Later), i a una novel·la gràfica del mateix títol.

## Repartiment
| Actor                 | Paper                |
| --------------------- | -------------------- |
| Cillian Murphy        | Jim                  |
| Naomie Harris         | Selena               |
| Noah Huntley          | Mark                 |
| Brendan Gleeson       | Frank                |
| Megan Burns           | Hannah               |
| Luke Mably            | Soldado Clifton      |
| Stuart McQuarrie      | Sargent Farrell      |
| Ricci Harnett         | Caporal Mitchell     |
| Leo Bill              | Soldat Jones         |
| Junior Laniyan        | Soldat Bell          |
| Ray Panthaki          | Soldat Bedfort       |
| Christopher Eccleston | Comandant Henry West |
| Sanjay Rambaruth      | Soldat Davis         |
| Marvin Campbell       | Soldat Mailer        |

## Finals alternatius
El DVD de la pel·lícula presenta tres finals alternatius, dos dels quals van ser filmats, almenys parcialment, mentre que el tercer només va ser esbossat pels guionistes. En els tres finals alternatius Jim mor, a diferència de la versió definitiva, en la qual es salva.

### Jim mor a l'hospital
En aquest final, Jim és ferit pel tret del comandant Henry West, i Selena i Hannah el porten a l'hospital, però les maniobres de reanimació no funcionen, i ambdues s'allunyen, armades, a través de l'hospital desert. En el comentari inclòs en el DVD, Boyle i Garland expliquen que aquest va ser el final original de la pel·lícula, però que va ser rebutjat després de provar amb audiències de control, per considerar massa depriment. En opinió dels guionistes, la imatge final de Selena i Hannah sortint de l'hospital volia donar a entendre que sobreviurien, mentre que els espectadors van entendre el contrari, és a dir, que estaven condemnades a morir. Tot i que finalment ho van canviar, aquest final segueix sent el preferit pels guionistes, ja que consideren que així el cercle es tanca per Jim, qui comença i acaba la pel·lícula en un llit en un hospital desert.

### Somni a l'hospital
És una versió ampliada del final alternatiu on Jim mor a l'hospital. Jim somiava mentre estava inconscient i recorda els moments finals del seu viatge amb bicicleta abans del seu accident. Les preses dels talls d'anada i tornada amb Selena i Hannah tractant de salvar la seva vida i la seqüència del somni. A mesura que és atropellat al flashback mor a la taula d'operacions. Aquest final no va ser vist fins a l'estrena de la pel·lícula en Blu-ray.

### Rescat sense Jim
Aquest final només va ser parcialment muntat, i és una versió alternativa per a la seqüència final del rescat finalment inclosa.

## Crítiques
Va ser un èxit de taquilla i de la crítica en general, àmpliament impactant van ser les imatges d'una Londres totalment deserta i devastada. La pel·lícula va ser totalment filmada en format digital.
El 2007 es va estrenar a nivell mundial el segon lliurament de la pel·lícula, titulada 28 setmanes després o Extermini 2, originalment 28 Weeks Later.
Té bastant similitud a la pel·lícula "The Omega Man", a Espanya "L'Últim Home Viu" de l'any 1971.